# San Antonio Acutla
San Antonio Acutla es una localidad del estado mexicano de Oaxaca. Es cabecera del municipio de San Antonio Acutla.

San Antonio Acutla celebrara a su santo patron San Antonio Abad este 18 y 19 de enero de 2025

## Demografía
| Censo | Población |
| ----- | --------- |
| 1900  | 606       |
| 1910  | 579       |
| 1921  | 492       |
| 1930  | 561       |
| 1940  | 602       |
| 1950  | 572       |
| 1960  | 545       |
| 1970  | 490       |
| 1980  | 308       |
| 1990  | 105       |
| 1995  | 92        |
| 2000  | 107       |
| 2005  | 84        |
| 2010  | 100       |
| 2020  | 66        |